# Tryphon townesi
Tryphon townesi là một loài tò vò trong họ Ichneumonidae.